# Остроградский, Всеволод Матвеевич
Все́волод Матве́евич Острогра́дский (8 августа 1843, Полтавская губерния — 16 марта 1932, Полтава) — русский генерал, герой русско-турецкой войны 1877—1878 годов, генерал-инспектор кавалерии.

## Биография
Происходил из старинного дворянского рода Полтавской губернии.
Сын георгиевского кавалера отставного полковника Матвея Ивановича Остроградского (ок. 1786—1849). Получил домашнее образование, затем окончил Николаевское кавалерийское училище (1864), был выпущен корнетом в лейб-гвардии Гродненский гусарский полк.
Чины: поручик (1865), штабс-ротмистр (1869), ротмистр (1874), полковник (1876), генерал-майор (за отличие, 1886), генерал-лейтенант (за отличие, 1896), генерал от кавалерии (за отличие, 1906).
В 1874—1876 годах командовал эскадроном Гродненского полка. Участвовал в русско-турецкой войне 1877—1878 годов в должности командира дивизиона, за отличия в делах против турок (Горный Дубняк и Телиш, переход через Балканы) был награждён несколькими орденами и Золотым оружием «За храбрость».
После войны командовал запасным эскадроном полка (1877—1880). Затем командовал 5-м Александрийским гусарским полком (1880—1884), Гродненским лейб-гвардии гусарским полком (1884—1892), 1-й бригадой 2-й гвардейской кавалерийской дивизии (январь—ноябрь 1892 года), 5-й (1892—1895) и 2-й гвардейской (1895—1901) кавалерийскими дивизиями.
В 1901 году был призван на должность помощника генерал-инспектора кавалерии Великого князя Николая Николаевича. Также состоял членом Совета Главного управления государственного коннозаводства. С июля 1905 занимал пост генерал-инспектора кавалерии, 19 января 1917 года уступив его Великому князю Михаилу Александровичу. Был назначен членом Государственного Совета.
После Февральской революции отошел от государственных дел и выехал на Украину. Умер в 1932 году в Полтаве. Был женат на Александре Николаевне Жомини (1858—?).

## Награды
- Орден Святого Станислава 2-й ст. (1874)
- Орден Святого Владимира 4-й ст. с мечами и бантом (1878)
- Орден Святой Анны 2-й ст. с мечами (1878)
- Золотая сабля «За храбрость» (ВП 25.01.1879)
- Орден Святого Владимира 3-й ст. (1883)
- Орден Святого Станислава 1-й ст. (1890)
- Орден Святой Анны 1-й ст. (1894)
- Орден Святого Владимира 2-й ст. (1899)
- Орден Белого Орла (1904)
- Орден Святого Александра Невского (1909) с бриллиантовыми знаками (1913)

Иностранные:
- Орден Эрнестинского дома командорский крест 2-й ст. (1879)
- прусский Орден Красного орла 2-й ст. (1883)